# Court of the Lord Lyon
La Corte del Lord Lyon, o Corte del Lyon, è un tribunale permanente con sede presso il New Register House a Edimburgo, che regolamenta l’araldica in Scozia. La Corte del Lyon mantiene il registro delle concessioni di stemmi, noto come Public Register of All Arms and Bearings in Scotland nonché i registri genealogici.
La Corte del Lyon è un ente pubblico, e le tariffe per le concessioni di stemmi sono versate al Tesoro di Sua Maestà. È presieduta dal Right Honourable Lord Lyon, re d'arme, che deve possedere una qualifica legale, poiché ha giurisdizione penale in materia araldica, e la corte è pienamente integrata nel sistema giuridico scozzese, compreso un pubblico ministero dedicato, noto in Scozia come procurator fiscal.
L’equivalente, per quanto riguarda la concessione di stemmi, in Inghilterra, Galles e Irlanda del Nord, è il College of Arms, una corporazione reale e non un tribunale. L’High Court of Chivalry è invece un tribunale civile in Inghilterra e Galles con giurisdizione sui casi riguardanti l’araldica.